# Dicliptera mucronata
Dicliptera mucronata là một loài thực vật có hoa trong họ Ô rô. Loài này được Urb. mô tả khoa học đầu tiên năm 1912.